# Carltonovi vrtovi
Carltonovi vrtovi (eng. Carlton Gardens) su vrtovi na sjeveroistočnoj ivici središnje poslovne četvrti Carlton u Melbourneu (Australija), koje su od 1856. do 1880. godine izgradili arhitekti Edward La Trobe Bateman (1856. – 1870-ih) i Joseph Reed (1870-ih - 1880.).
God. 2004. Carltonovi vrtovi, zajedno s Kraljevskom izložbenom galerijom koja se nalazi u središtu vrtova, uvršteni su na UNESCO-ov popis mjesta svjetske baštine u Australiji i Oceaniji zbog veike "povijesne, arhitektonske, estetske, društvene i znanstvene (botaničke) vrijednosti za državu Victoriju". 
Ovi vrtovi, površine 26 hekatra, su izvanredan primjer hortikulture viktorijanskog doba s prostranim travnjacima na kojima su posađena različito europsko i australijsko drveće (Hrast lužnjak, Bijela topola, Platan, Brijest (koji su jedni od rijetkih u svijetu koje nije uništila tzv. "Nizozemska bolest brijesta"), razne četinjače kao što su Močvarni čempres (najviši primjerak na svijetu) ili Kineski žalosni čempres, Cedar, Hrast cer, Araukarija i zimzeleni Velikolisni fikus) između grmova (poput rijetkog tropskog grma Acmena ingens) i cvijetnjaka s raznim sezonskim cvijećem. Mreža drvoreda čini slikovit okvir avenija kako bi se naglasile građevine na njihovim krajevima, izgrađene za Internacionalnu svjetsku izložbu 1880. godine. Neke od tih građevina su Kraljevska izložbena galerija, Muzej Melbournea (najveći muzej južne polutke), Imax kino, Teniski tereni i dječje igralište (koje je osvojilo urbanističke nagrade). Od Izložbene galerije teren se blago spušta na obje strane, prema jugozapadu i sjeveroistoku, gdje su smještene tri fontana, Izložbena fontana, francuska fontana i Westgarthova fontana.

## Vanjske poveznice
- Kraljevska izložbena galerija u Carltonovim vrtovima  Arhivirana inačica izvorne stranice od 5. svibnja 2011. (Wayback Machine) (engl.)
- Carltonovi vrtovi na stranicama gradskog vijeća Melbournea (engl.)
- Svjetski sajam cvijeća u Melbourneu

### Ostali projekti
|  | Zajednički poslužitelj ima još gradiva o temi Carltonovi vrtovi, Melbourne |